# George Francis Atkinson
George Francis Atkinson (Raisinville, 26 de enero de 1854-Tacoma, 14 de noviembre de 1918) fue un botánico, algólogo, micólogo, entomólogo, ornitólogo, aracnólogo, fotógrafo, y escritor estadounidense.
Era originario de Raisinville, Michigan. Hijo de Joseph Atkinson y Josephine Fish. Estudió en Olivet College desde 1878 a 1883 y en 1885 obtuvo su B.Sc por la Cornell University. Fue conocido por sus contribuciones a los campos de la micología y la botánica.

## Carrera
De 1885 a 1886, fue profesor asistente de entomología y zoólogía, y asociado entre 1886 a 1888 en la Universidad de Carolina del norte. De 1888 a 1889, fue profesor de botánica y zoología en la Universidad de Carolina del Sur, y botánico en la Estación Experimental de la Universidad. De 1889 a 1892 enseñó biología en el Colegio de Agricultura y Mecánica de Alabama; desde 1892 a 1893 profesor asistente de criptogámicas en la Cornell University, y luego asociado (1893–1896), y desde 1896, Jefe del Departamento de Botánica.
Su herbario de especímenes de hongos se guarda en la Cornell Plant Pathology Herbarium (CUP).

## Honores
- 1905 a 1907: primer Presidente de Sociedad Botánica de América
- Primavera de 1918: electo en la National Academy of Sciences[1][2]

## Taxones eponímicos
- Atkinsonella Diehl
- Amanita atkinsoniana Coker
- Armillaria atkinsoniana (Coker) Locq.
- Boletus atkinsonianus
- Calonectria atkinsonii
- Cercospora atkinsonii
- Ceriomyces atkinsonianus
- Conocybe atkinsonii
- Corticium atkinsonii
- Cortinarius atkinsonianus
- Galerina atkinsoniana
- Ganoderma atkinsonii
- Kirschsteiniothelia atkinsonii
- Kneiffia atkinsonii
- Lachnocladium atkinsonii
- Mycena atkinsoniana
- Mycena atkinsonii
- Peniophora atkinsonii
- Phaeophleospora atkinsonii
- Phlebia atkinsoniana
- Puccinia atkinsoniana
- Puccinia atkinsonii
- Pulveroboletus atkinsonianus
- Ramaria atkinsonii
- Scoleciasis atkinsonii
- Scoleconectria atkinsonii